# Johannes Ducheyne
Johannes E.M. Ducheyne (14 novembre 1933) è un cestista belga.

## Carriera
Con il Belgio disputò i Giochi olimpici di Helsinki 1952.